# Esteve Pelaó i Gratacós
Esteve Pelaó i Gratacós   (Tortellà, 9 de gener de 1898 - Barcelona, 28 de juliol de 1980) fou un futbolista català de la dècada de 1920.
Fill de Pere Pelahó i Puigvert, i de Maria Gratacós i Subirós nascuts a Tortellà. Era germà del també futbolista Bonaventura Pelaó.
Jugava a la posició de mig centre. Desenvolupà quasi tota la seva carrera al Club Esportiu Europa, on jugà entre 1916 i 1928. Fou capità del club gracienc i guanyà el campionat de Catalunya de 1923 i fou finalista de la copa d'Espanya el mateix any. La temporada 1924-25 la disputà a les files del RCD Espanyol, amb qui disputà 16 partits del Campionat de Catalunya.
Fou un habitual de la selecció catalana, amb la qual guanyà la Copa Príncep d'Astúries (1926).
A la dècada de 1940 fou entrenador de l'Europa.

## Palmarès
- Campionat de Catalunya de futbol:
  - 1922-23
- Copa Príncep d'Astúries de futbol:
  - 1926